# Coup de foudre à 3 temps
Coup de foudre à 3 temps (Come Dance with Me) est un téléfilm canadien réalisé par John Bradshaw, et diffusé aux États-Unis le 8 décembre 2012 sur Hallmark Channel.

## Fiche technique
- Titre original : Come Dance with Me
- Réalisation : John Bradshaw
- Scénario : Kevin Commins
- Photographie : Russ Goozee
- Musique : Stacey Hersh
- Durée : 86 minutes
- Pays :  Canada
- Date de diffusion :
  -  France : 27 novembre 2013 sur M6

## Distribution
- Andrew McCarthy (VF : Guillaume Lebon) : Jack / John Pressman
- Michelle Nolden (VF : Danièle Douet) : Christine Davis
- Stephanie Mills (VF : Alice Taurand) : Demi
- Mary Long (VF : Marie-Martine) : Jessica
- Zachary Bennett (VF : Pascal Nowak) : Rick
- Chris Gillett : Drew
- Jane Moffat (VF : Blanche Ravalec) : Clarisse
- Kyle Mac : Allan